# مارتاندا
مارتاندا (انگلیسی: Mārtanda)، در هندوئیسم هشتمین و آخرین خدایان خورشیدی ودایی به نام آدیتی‌ها است. او به دلیل تولد در آدیتی به عنوان یک آدیتیا شناخته می‌شود.